# Onocolus garruchus
Onocolus garruchus är en spindelart som beskrevs av Arno Antonio Lise 1979. Onocolus garruchus ingår i släktet Onocolus och familjen krabbspindlar. Inga underarter finns listade i Catalogue of Life.